# 2MASX J16213715+3854144
2MASX J16213715+3854144 ist eine Galaxie mit aktivem Galaxienkern im Sternbild Corona Borealis am Nordsternhimmel. Sie ist schätzungsweise  Millionen Lichtjahre von der Milchstraße entfernt und hat einen Durchmesser von etwa 160.000 Lichtjahren. Vom Sonnensystem aus entfernt sich das Objekt mit einer errechneten Radialgeschwindigkeit von näherungsweise 23.000 Kilometern pro Sekunde.	
Die Galaxie befindet sich etwa 129.78 asec vom K2-Stern HIP 80147 entfernt.

## Galaktisches Umfeld
| Nr. | Galaxie                   | Alternativname            | Rek           | Dek           | Distanz/asec |
| --- | ------------------------- | ------------------------- | ------------- | ------------- | ------------ |
| →   | 2MASX J16213715+3854144   | ASK 306630.0              | 16h21m37.162s | +38d54m14.61s | 0            |
| 1   | WISEA J162120.64+385509.9 | ASK 306637.0              | 16h21m20.612s | +38d55m09.94s | 200.97       |
| 2   | NGC 6131                  | LEDA/PGC 57927            | 16h21m52.245s | +38d55m56.82s | 203.59       |
| 3   | LEDA/PGC 2139960          | 2MASX J16212215+3856033   | 16h21m22.167s | +38d56m03.37s | 205.96       |
| 4   | LEDA/PGC 2140377          | WISEA J162151.91+385712.6 | 16h21m51.963s | +38d57m12.42s | 248.00       |
| 5   | LEDA/PGC 57932            | NSA 54232                 | 16h22m00.246s | +38d54m54.17s | 272.59       |
| 6   | LEDA/PGC 2140191          | 2MASX J16215727+3856397   | 16h21m57.212s | +38d56m40.01s | 275.57       |
| 7   | LEDA/PGC 2141233          | 2MASX J16220027+3859417   | 16h22m00.268s | +38d59m42.02s | 424.16       |
| 8   | LEDA/PGC 2136877          | 2MASX J16204947+3848026   | 16h20m49.521s | +38d48m02.99s | 666.22       |